# 2. září
2. září je 245. den roku podle gregoriánského kalendáře (246. v přestupném roce). Do konce roku zbývá 120 dní.

## Události

### Česko
- 1347 – V Chrámu sv. Víta v Praze korunoval arcibiskup Arnošt z Pardubic Karla IV. českým králem a Blanku z Valois českou královnou. Byla to první česká korunovace českého krále.
- 1415 – List proti upálení Jana Husa podepsalo 452 příslušníků české a moravské kališnické šlechty a odeslali jej 5. září kostnickému koncilu.
- 1893 – V časopise Čas vyšla nadšená kritika Karafiátových Broučků, která zahájila velkou popularitu této knížky
- 1912 – Byl zahájen provoz na první trati Slezských zemských drah.
- 1919 – V Praze se začali v ulicích objevovat dopravní strážníci.
- 1938 – Premiéra českého filmu Klapzubova XI. podle stejnojmenné knížky Eduarda Basse. Režie Ladislav Brom, hlavní role Theodor Pištěk, Antonie Nedošínská, Hana Vítová, Raoul Schránil, Jaroslav Marvan a František Filipovský
- 1942 – Po poslední klapce českého filmu Přijdu hned režiséra Otakara Vávry zatýká Gestapo herečku Annu Letenskou za ukrývání doktora Břetislava Lyčky, který ošetřoval Jana Kubiše, vykonavatele atentátu na R. Heydricha.
- 1947 – Vláda zamítla komunistický návrh na mimořádné zdanění majetných občanů – milionářskou dávku
- 1981 – Po 20 letech byla obnovena tradice povinné devítileté školní docházky a začaly působit vyšší odborné školy.

### Svět
- 490 př. n. l. Feidippidés – běží první maratón, když doběhl do Sparty oznámit řecké vítězství nad Peršany v bitvě u Marathónu
- 44 př. n. l.
  - Egyptská královna Kleopatra VII. prohlásila svého syna Ptolemaja XV. Caesariona svým spoluvládcem
  - Dnes pronesl římský politik a filozof Cicero první filipiku (verbální útok) na Marka Antonia. Celkem jich pronese 14 v průběhu několika měsíců
- 31 př. n. l. – Octavianus zvítězil nad Marcem Antoniem a Kleopatrou v námořní bitvě u Actia.
- 1192 – Dohodou mezi Richardem I. Lví srdce a Saladinem skončila po třech letech třetí křížová výprava.

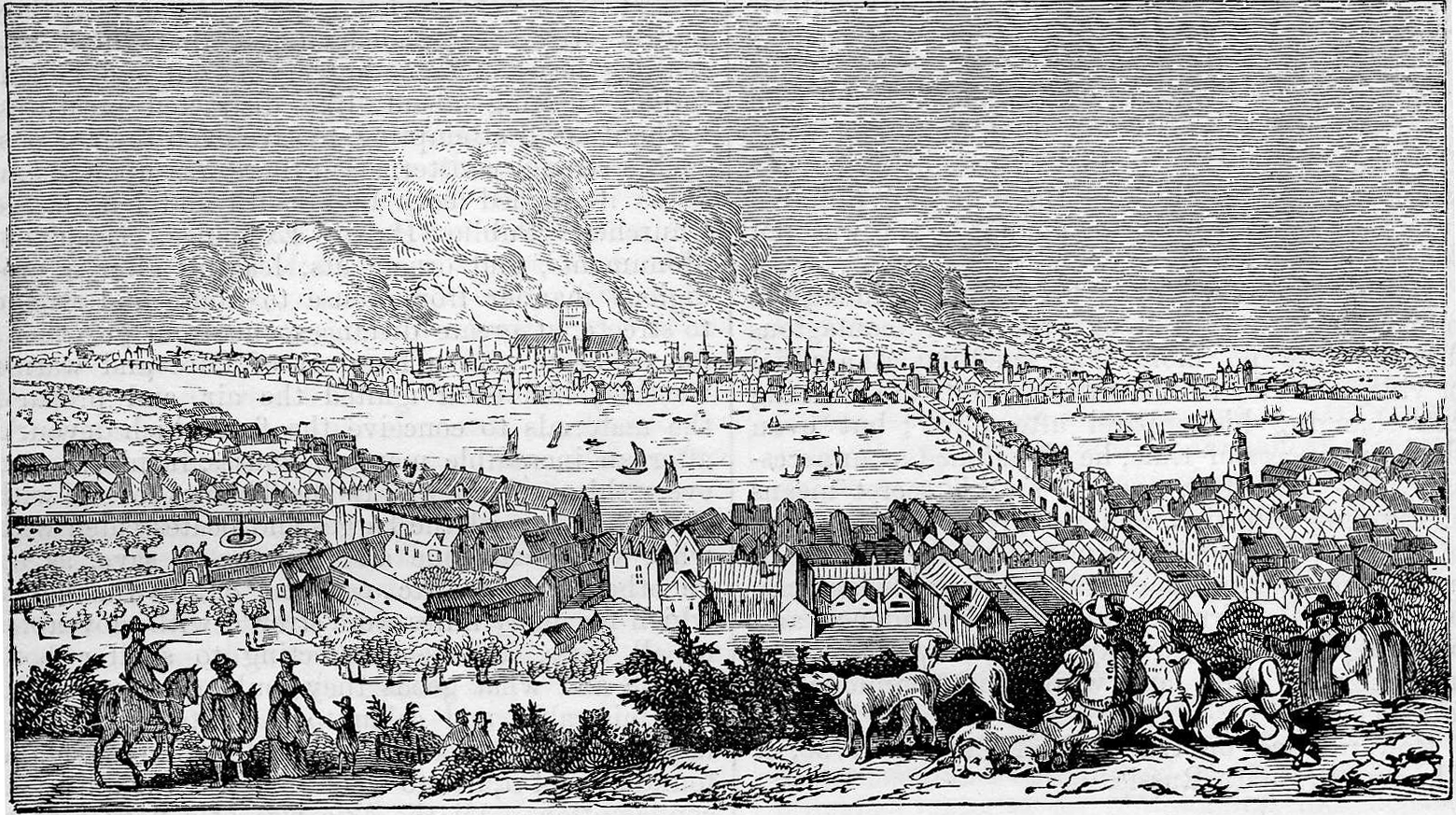
Velký požár Londýna v roce 1666

- 1666 – V Londýně vypukl velký požár, během něhož bylo zničeno na 10 000 budov včetně katedrály sv. Pavla.
- 1686 – Karel V. Lotrinský dobyl Budín, který byl 145 pod nadvládou Osmanské říše.
- 1752 – Poslední den juliánského kalendáře pro Británii a její kolonie
- 1792 – Ve Francii začaly tzv. zářijové masakry, při kterých během šesti dnů bylo zavražděno okolo 1 300 vězňů.
- 1811 – Král Frederik VI. založil univerzitu v Oslu.
- 1864 – Americká občanská válka: Armáda Unie pod velením generála Williama T. Shermana obsadila Atlantu v Georgii.
- 1867 – Mucuhito, císař Meidži Japonský, se oženil s Masako Ičidžó, poté známou jako císařovna Šóken.
- 1898 – Mahdího povstání: Britové za pomoci kulometů porazili povstalce v bitvě u Omdurmánu.
- 1914 – V Chicagu (USA) vzniklo České národní sdružení, které se stalo oporou české a slovenské odbojové akce proti Rakousko-Uhersku.
- 1914 – První světová válka, východní fronta: Rakousko-uherská 4. armáda porazila ruskou 5. armádu v bitvě u Komarówa.
- 1922 – Německý prezident Friedrich Ebert prohlásí píseň Deutschland Über Alles německou národní hymnou
- 1924 – Premiéra amerického filmu Rudolfa Frimla Rose-Marie s nadšenými kritiky. V hlavních rolích hráli a zpívali Nellson Eddy a Janette McDonaldová
- 1939 – Okupace Svobodného města Gdaňského Nacistickým Německem
  - Francie a Velká Británie vyhlásily všeobecnou mobilizaci.
- 1941 – Americká akademie filmového umění a věd si nechává patentovat sošku Oscara, kterou vyznamenává nejlepší výsledky filmové tvorby minulého roku
- 1944 – Při jaderné havárii v Národní laboratoři Oak Ridge v Tennessee zahynuli dva lidé.
- 1945
  - Na palubě lodi USS Missouri byla podepsána japonská kapitulace – konec druhé světové války v Asii.
  - Vietnam vyhlásil nezávislost na Francii.
- 1958
  - Nad Arménií byl sestřelen americký průzkumný letoun Lockheed RC-130 Hercules a zahynulo všech 17 lidí na palubě.
  - Čínská ústřední televize zahájila vysílání.
- 1990 – V Tiraspolu byla vyhlášena Podněsterská moldavská sovětská socialistická republika.
- 1998 – Při havárii dopravního letounu McDonnell Douglas MD-11 u Nového Skotska na lince z New Yorku do Ženevy zemřelo všech 229 osob na palubě.
- 2015 – Z kosmodromu Bajkonur odstartovala ruská kosmická loď Sojuz TMA-18M, která vynesla k Mezinárodní vesmírné stanici prvního dánského kosmonauta Andrease Mogensena a prvního kosmonauta nezávislého Kazachstánu Ajdyna Aimbetova.
- 2018 – Požár Brazilského Národního muzea v Riu de Janeiru zničil kolem dvaceti milionů předmětů včetně archeologických nálezů a historických památek.

## Narození
Viz též Kategorie:Narození 2. září — automatický abecedně řazený seznam.

### Česko

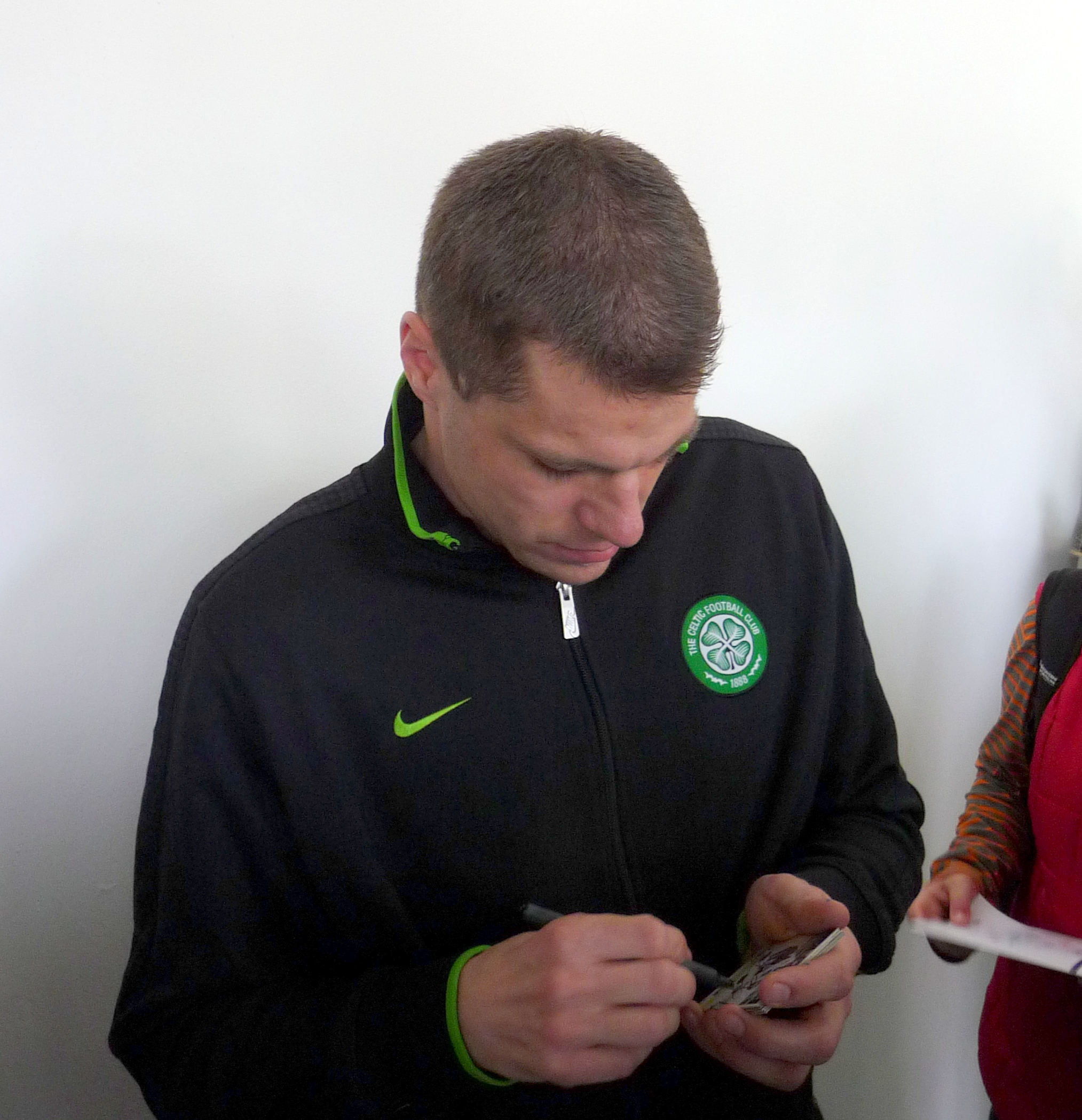
Petr Hubáček (* 1979)

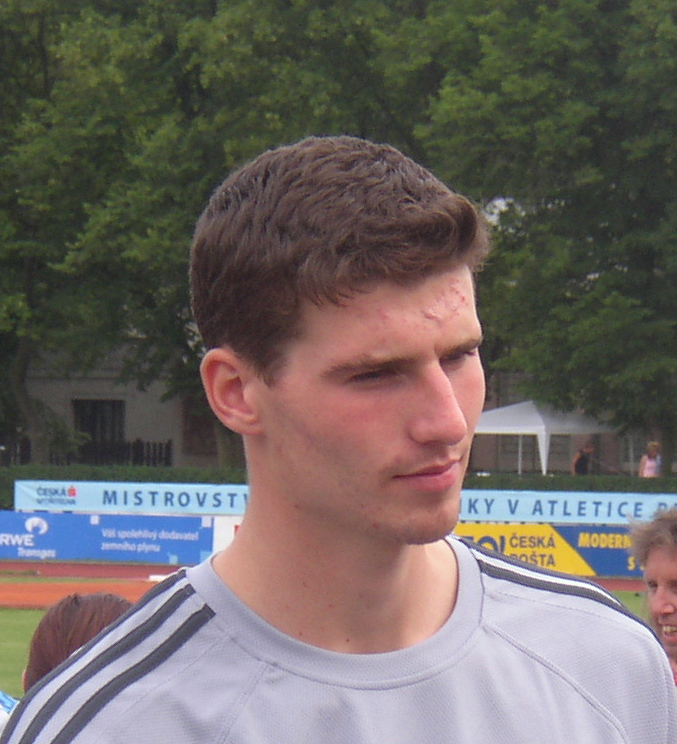
Jaroslav Bába (* 1984)

- 1696 – František Antonín Míča, hudební skladatel a kapelník († 15. února 1744)
- 1816 – Egbert Belcredi, šlechtic († 11. října 1894)
- 1822 – Josef Uhlíř, učitel a básník († 9. prosince 1904)
- 1847 – Franz Thun und Hohenstein, politik, dlouholetý místodržitel Čech († 1. listopadu 1916)
- 1862 – Jan Sobotka, matematik († 10. května 1931)
- 1869 – Růžena Maturová, operní pěvkyně, sopranistka († 25. února 1938)
- 1873 – August Brömse, německý výtvarník žijící převážně v Čechách († 7. listopadu 1925)
- 1880
  - Rudolf Wünsch, hudební pedagog a skladatel († 18. července 1955)
  - Jan Auerhan, právník († 9. června 1942)
- 1883 – Rudolf Weigl, polský imunolog († 11. srpna 1957)
- 1885 – Jaromír Sedláček, právník († 12. dubna 1945)
- 1886 – Otakar Quadrat, profesor a rektor Českého vysokého učení technického v Praze († 31. srpna 1963)
- 1888 – František Kovář, třetí biskup-patriarcha Církve československé (husitské) († 12. června 1969)
- 1894 – Sergěj Ingr, československý generál, legionář, ministr národní obrany († 17. června 1956)
- 1901 – Franz Karmasin, československý nacistický politik († 25. června 1970)
- 1910 – Vladimír Henzl, spisovatel, překladatel, publicista a diplomat († 31. března 1978)
- 1912 – Antonín Lauterbach, pedagog, spisovatel a divadelník († 26. května 2007)
- 1924
  - Emanuel Bosák, ministr mládeže a tělovýchovy († 22. prosince 2011)
  - Vladimír Mařík, válečný odbojář a komunistický politik
- 1926 – Josef Petr Ondok, kněz († 19. srpna 2003)
- 1927 – Vlastimil Ševčík, právník, ústavní soudce a politik († 15. prosince 2002)
- 1928 – Miloslav Ištvan, hudební skladatel († 20. ledna 1990)
- 1935 – Vladimír Válek, dirigent
- 1937 – Bohumil Eliáš starší, sklářský výtvarník, sochař, malíř a grafik († 21. května 2005)
- 1938 – Zdeněk Thoma, fotograf, publicista a cestovatel
- 1944 – Václav Dušek, spisovatel
- 1945 – Ladislav Potměšil, herec († 12. července 2021)
- 1948 – Martin Potůček, analytik veřejné politiky, prognostik a publicista
- 1954 – Zdeněk Černín, režisér, pedagog a herec
- 1955 – Karel Randák, generál, ředitel civilní rozvědky, prezidentský kandidát 2012
- 1959 – Martin Zálešák, malíř
- 1968 – Gabriela V. Šarochová, historička
- 1975 – Daniel Vávra, videoherní scenárista
- 1979 – Petr Hubáček, hokejista
- 1984 – Jaroslav Bába, skokan do výšky
- 1986 – Jakub Veselý, volejbalista

### Svět

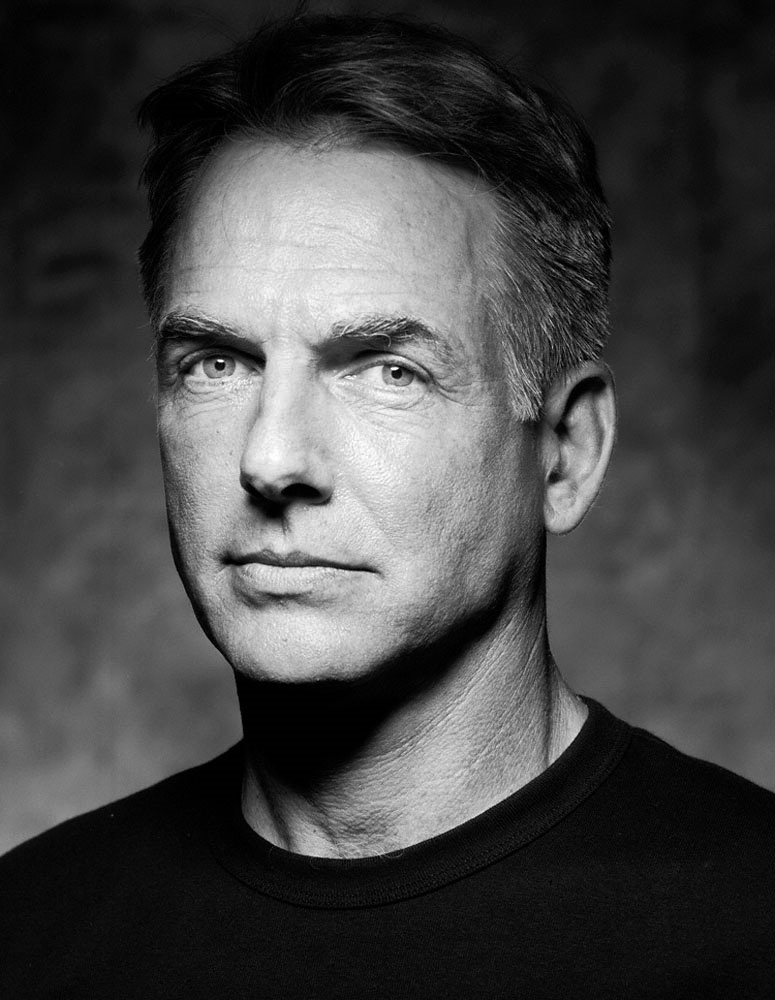
Mark Harmon (* 1951)

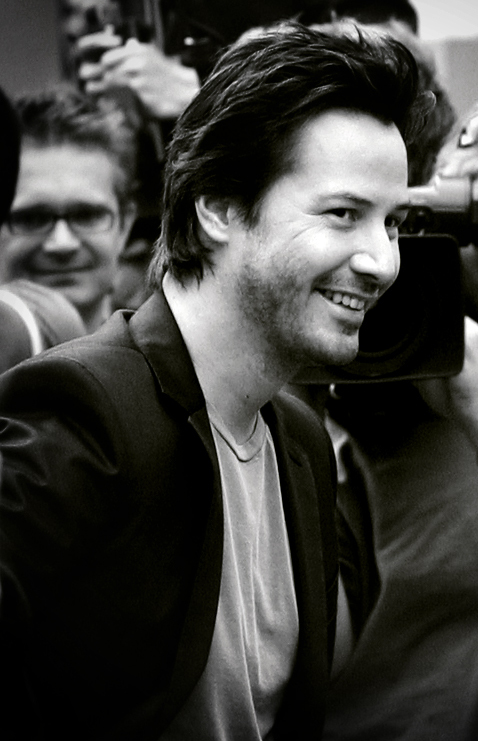
Keanu Reeves (* 1964)

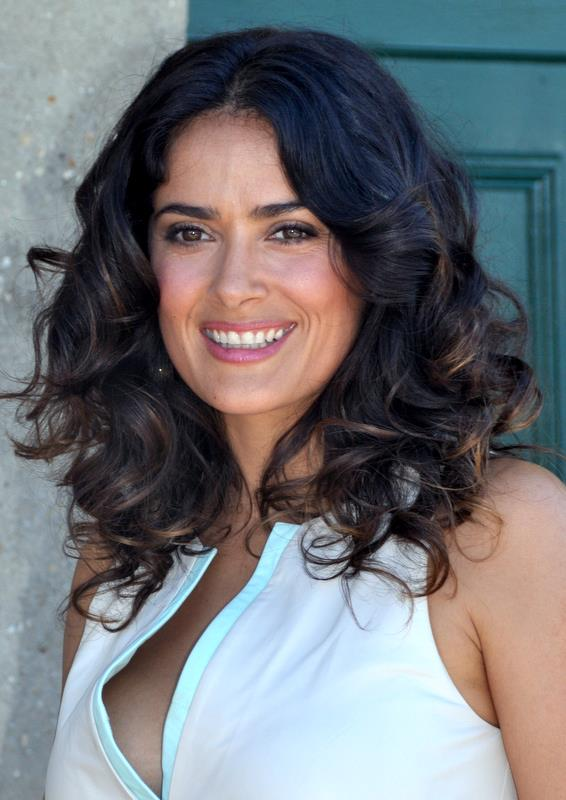
Salma Hayek (* 1966)

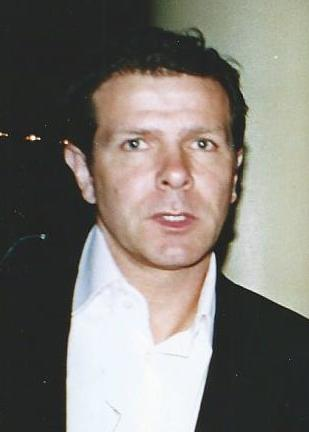
Andreas Möller (* 1967)

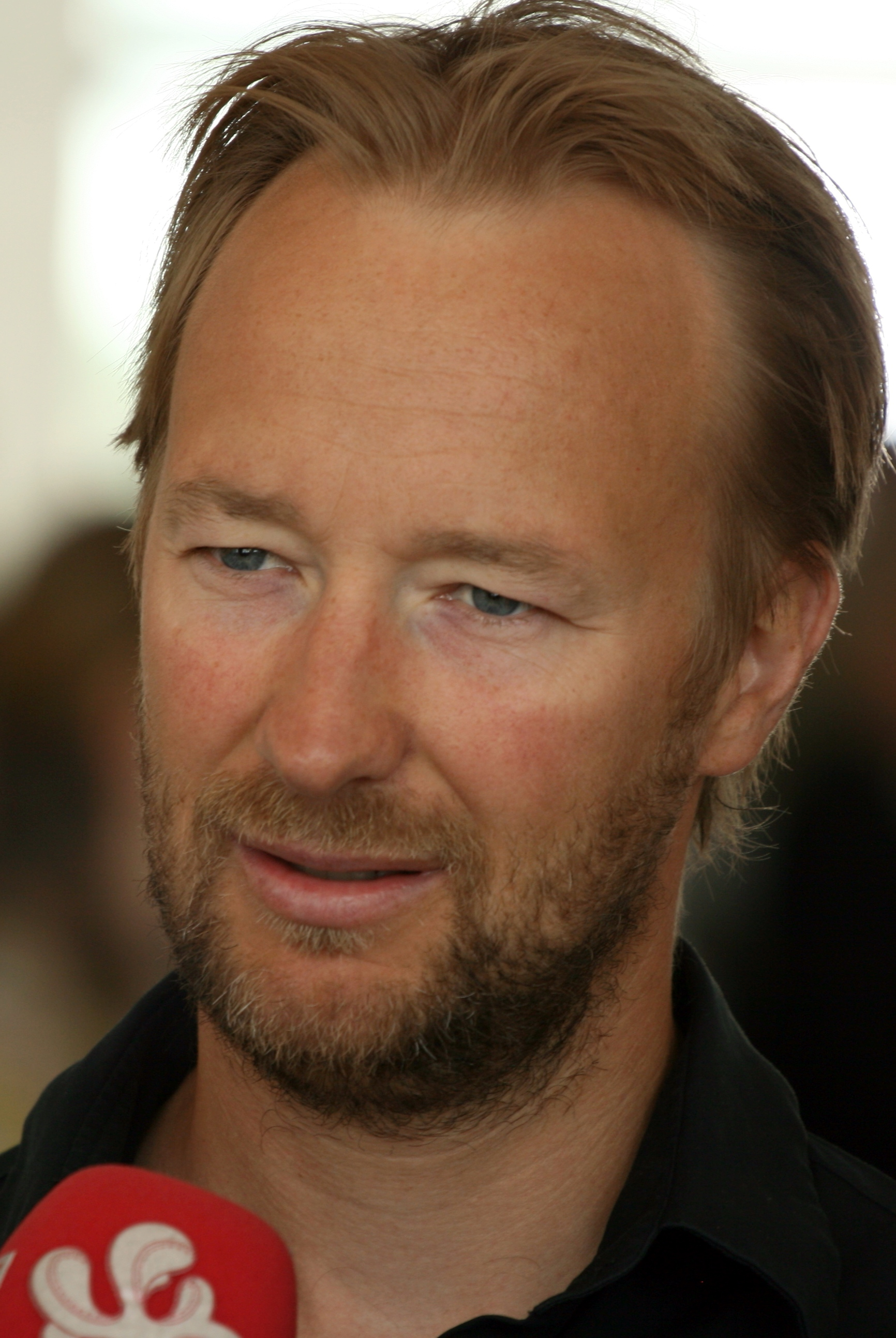
Kjetil André Aamodt (* 1971)

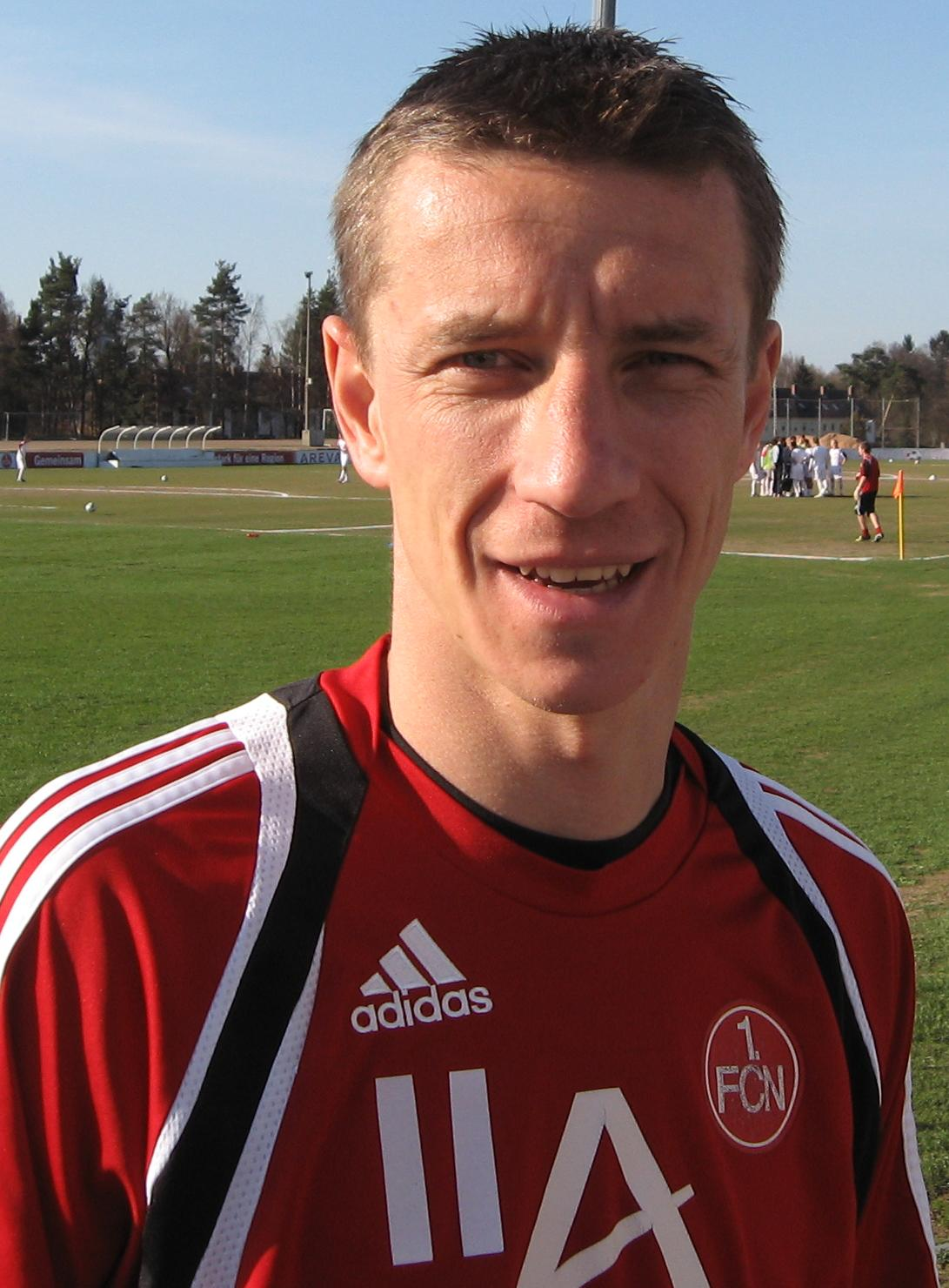
Marek Mintál (* 1977)

- 1567 – Juraj VII. Turzo, hlavní župan Oravy († 24. prosince 1616)
- 1651 – Zubdat-un-Nissa Begum, dcera mughalského císaře Aurangzeba († 17. února 1707)
- 1753 – Marie Josefína Savojská, sardinská princezna a francouzská královna († 13. listopadu 1810)
- 1773 – Louis-Auguste-Victor de Ghaisnes de Bourmont, francouzský politik a maršál († 27. října 1846)
- 1774 – Pavlína ze Schwarzenbergu, kněžna ze Schwarzenbergu († 1. července 1810)
- 1778 – Ludvík Bonaparte, francouzský šlechtic, holandský král († 25. července 1846)
- 1834 – Giorgio Sommer, italský fotograf († 7. srpna 1914)
- 1836 – Fjodor Kamenskij, ruský sochař († 26. srpna 1913)
- 1839 – Henry George, americký ekonom, politik a novinář († 29. října 1897)
- 1840 – Giovanni Verga, italský spisovatel a fotograf († 27. ledna 1922)
- 1841 – Julius von Payer, německý objevitel, kartograf a malíř pocházející z Čech († 19. srpna 1915)
- 1849 – Alexander von Krobatin, ministr války Rakouska-Uherska († 27. prosince 1933)
- 1853 – Wilhelm Ostwald, německý chemik, nositel Nobelovy ceny († 4. dubna 1932)
- 1855 – Štefan Furdek, slovenský kněz († 18. ledna 1915)
- 1858 – Ján Fadrusz, maďarský sochař († 25. října 1903)
- 1862 – Stanislovas Narutavičius, litevský právník a politik († 31. prosince 1932)
- 1870 – Luisa Toskánská, saská korunní princezna († 23. března 1947)
- 1873 – Johanne Hesbeck, dánská fotografka († 25. března 1927)
- 1875 – Isobel Gathorne-Hardyová, anglická šlechtična a jedna z prvních ledních hokejistek († 30. prosince 1963)
- 1878
  - Werner von Blomberg, vrchní velitel Wehrmachtu († 14. března 1946)
  - Maurice René Fréchet, francouzský matematik († 4. června 1973)
  - Milan Nedić, srbský generál a politik († 4. února 1946)
- 1881 – Allen Whipple, americký chirurg († 6. dubna 1963)
- 1883 – Alžběta Marie Rakouská, rakouská arcivévodkyně, jediná dcera korunního prince Rudolfa († 16. března 1963)
- 1887 – Frederick Soddy, anglický radiochemik, nositel Nobelovy ceny za chemii († 22. září 1956)
- 1894
  - Walter Byron, kanadský hokejový brankář, olympijský vítěz († 22. prosince 1971)
  - Muir S. Fairchild, generál letectva Spojených států amerických († 17. března 1950)
  - Joseph Roth, rakouský spisovatel a novinář († 27. května 1939)
  - Bryher, anglická spisovatelka († 28. ledna 1983)
- 1898 – Alfons Gorbach, rakouský kancléř († 31. července 1972)
- 1906 – Alexandr Kazancev, ruský spisovatel sci-fi, scenárista a šachista († 13. září 2002)
- 1908 – Valentin Gluško, sovětský konstruktér raketových motorů († 10. ledna 1989)
- 1910
  - Skender Kulenović, bosenský spisovatel († 25. ledna 1978)
  - Jacques Monod, francouzský biochemik, Nobelova cena za fyziologii a medicínu 1965 († 31. května 1976)
- 1911 – Floyd Council, americký bluesový zpěvák a kytarista († 9. května 1976)
- 1916 – Adolf Gawalewicz, polský právník, spisovatel († 11. června 1987)
- 1923 – René Thom, francouzský matematik a filosof († 25. října 2002)
- 1924 – Marie Kristýna z Lichtenštejna, vévodkyně württemberská a kněžna lichtenštejnská
- 1927
  - Cvi Avni, izraelský hudební skladatel
  - Rudolf Filkus, slovenský ekonom a politik († 17. prosince 2013)
- 1928 – Horace Silver, americký jazzový pianista a skladatel († 18. června 2014)
- 1929 – Victor Spinetti, velšský herec, komik a spisovatel († 18. června 2012)
- 1931 – Clifford Jordan, americký saxofonista († 27. března 1993)
- 1932
  - Blagoje Adžić, jugoslávský partyzán a politik († 1. března 2012)
  - Walter Davis, Jr., americký klavírista († 2. června 1990)
- 1933 – Mathieu Kérékou, beninský prezident († 14. října 2015)
- 1935 – Marc Augé, francouzský etnolog a antropolog († 24. července 2023)
- 1937 – Derek Fowlds, britský herec (†17. ledna 2020)
- 1938 – Giuliano Gemma, italský herec († 1. října 2013)
- 1939 – Bohumil Puskailer, slovenský fotograf († 7. července 2013)
- 1940 – Régis Debray, francouzský filozof, novinář, spisovatel
- 1944 – Claude Nicollier, švýcarský fyzik, pilot, manažer a astronaut
- 1946 – Billy Preston, americký soulový pianista († 6. června 2006)
- 1947 – Richard Coughlan, britský bubeník († 1. prosince 2013)
- 1948 – Christa McAuliffeová, americká učitelka a astronautka († 28. ledna 1986)
- 1949 – Hans-Hermann Hoppe, německý ekonom
- 1950 – Rosanna DeSoto, americká herečka mexického původu
- 1951 – Mark Harmon, americký herec
- 1952
  - Jimmy Connors, americký tenista
  - Igor Koller, slovenský horolezec, předseda SHS James
- 1953
  - John Zorn, americký hudební skladatel, altsaxofonista a multiinstrumentalista
  - Ahmad Šáh Masúd, afghánský politik a vojevůdce († 9. září 2001)
- 1954 – Andrej Babiš, český politik, premiér ČR (2017–2021)
- 1955 – Natalja Petrusjovová, sovětská rychlobruslařka, olympijská vítězka
- 1957
  - Ingrid Auerswaldová, německá sprinterka, olympijská vítězka
  - Steve Porcaro, americký hráč na klávesové nástroje, člen skupiny Toto
  - Henryk Gruth, polský lední hokejista
- 1962 – Prachya Pinkaew, thajský režisér
- 1964
  - Keanu Reeves, americký herec
  - Jim DeRogatis, americký novinář a spisovatel
- 1966
  - Olivier Panis, francouzský automobilový závodník
  - Salma Hayeková, mexická herečka a modelka
- 1967 – Andreas Möller, německý fotbalista
- 1968 – Silvia Petöová, slovenská herečka († 31. května 2019)
- 1971 – Kjetil André Aamodt, norský lyžař
- 1973 – Savo Milošević, srbský fotbalista
- 1976
  - Ivan Majeský, slovenský hokejový reprezentant
  - Eleanor Friedberger, americká hudebnice
- 1977
  - Frédéric Kanouté, malijský fotbalista
  - Marek Mintál, slovenský fotbalista
- 1982 – Joey Barton, anglický fotbalista
- 1988 – Dimitrij Ovtcharov, německý stolní tenista
- 1992 – Emiliano Martínez, argentinský fotbalový brankář
- 1995 – Aleksander Barkov, finský lední hokejista
- 1996
  - Santiago Arata, uruguayský ragbista
  - Austin Abrams, americký herec

## Úmrtí
Viz též Kategorie:Úmrtí 2. září — automatický abecedně řazený seznam.

### Česko

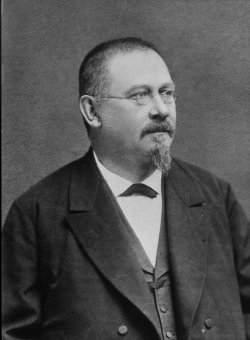
Vojta Náprstek († 1894)

- 1593 – Maxmilián z Pernštejna, olomoucký kanovník (* 1575)
- 1611 – Matyáš Gryll z Gryllova, žatecký městský písař (* 1551)
- 1766 – Jan Ferdinand Schachtel, zlatník a klenotník (* 1684)
- 1791 – František Kočvara, violista, kontrabasista a skladatel (první zaznamenané úmrtí způsobené erotickou asfyxií) (* 1750)
- 1888 – František Plaček, právník a politik (* 20. dubna 1809)
- 1894 – Vojta Náprstek, vlastenec (* 17. dubna 1826)
- 1895 – Václav Kroupa, malíř (* 7. března 1825)
- 1922 – Servác Heller, novinář a spisovatel (* 13. května 1845)
- 1937 – Franz Link, československý politik německé národnosti (* 13. července 1869)
- 1962 – Josef Machoň, hudební skladatel (* 5. května 1880)
- 1968 – Josef Urban, zápasník (* 17. června 1899)
- 1972 – Alfons Zeda, ragbista (* 21. září 1906)
- 1974 – Miloš Smatek, hudební skladatel a dirigent (* 12. srpna 1895)
- 1987 – Stanislav Vrbík, varhaník, hudební skladatel, spisovatel, básník a pedagog (* 8. června 1907)
- 1990
  - Leopold Korbař, swingový klavírista a skladatel (* 7. června 1917)
  - Richard Strejka, herec a konferenciér (* 13. prosince 1908)
- 1991 – František Hanus, herec a divadelní režisér (* 12. května 1916)
- 1994 – Miloslav Šnejdar, houslista a hudební skladatel (* 6. srpna 1917)
- 1995 – Václav Neumann, dirigent (* 29. září 1920)
- 2006 – Otakar Nožíř, fotbalista (* 12. března 1917)
- 2007 – Vlastislav Mareček, fotbalový trenér (* 15. dubna 1966)
- 2015 – Jiří Louda, český heraldik a autor českého státního znaku (* 3. října 1920)
- 2022 – Vladimír Medek, český ekonom a překladatel  (* 11. května 1940)

### Svět

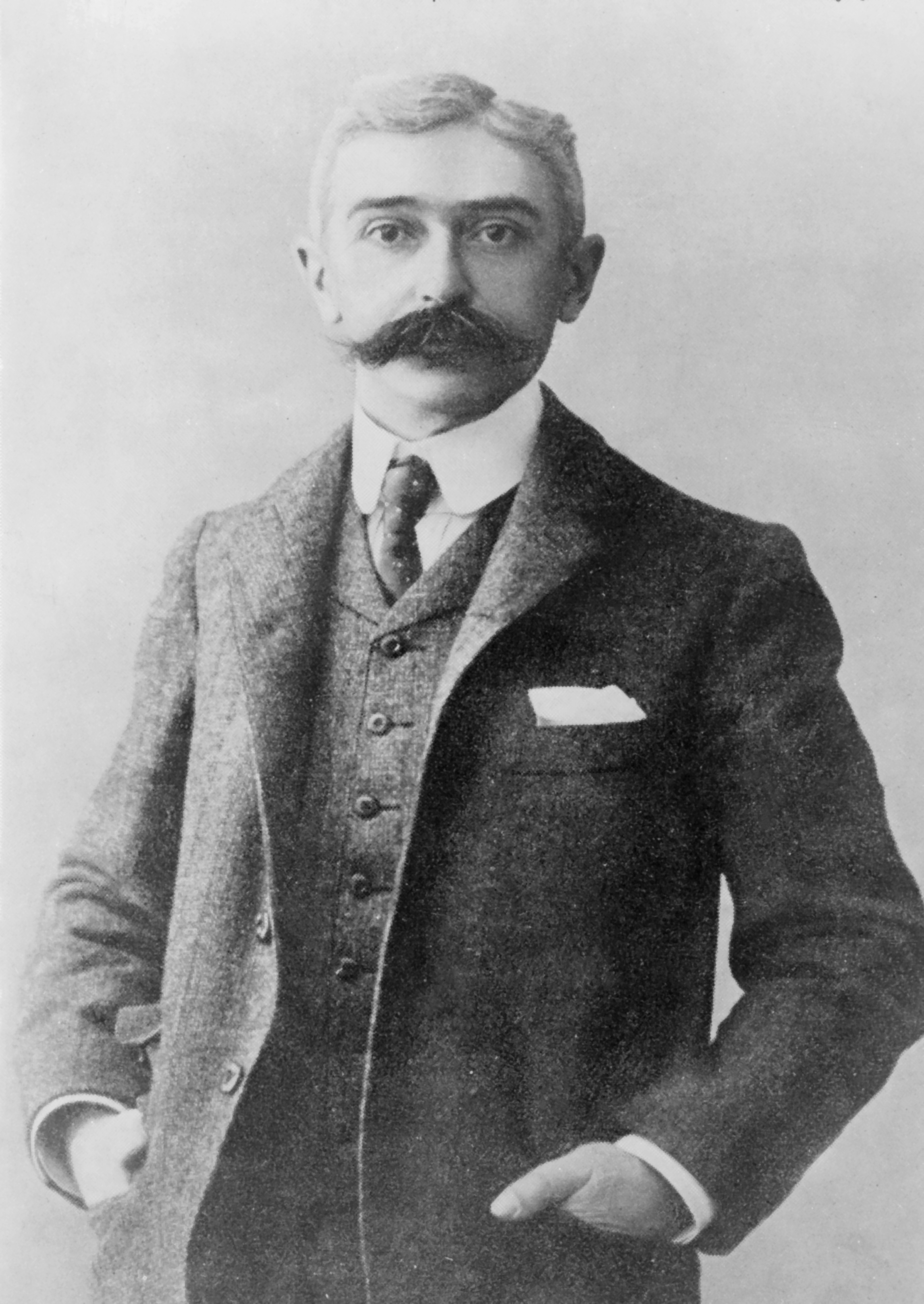
Pierre de Coubertin († 1937)

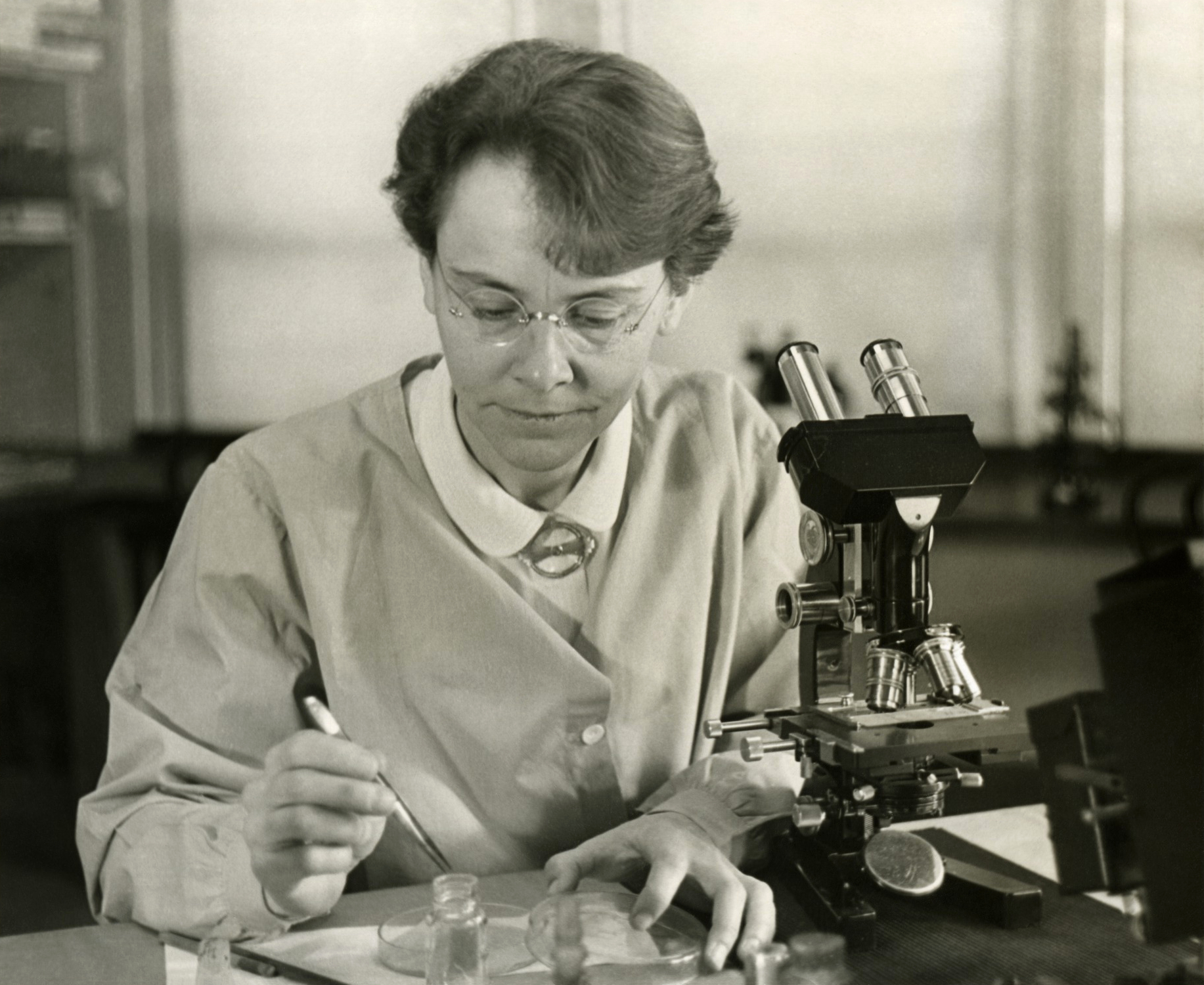
Barbara McClintock († 1992)

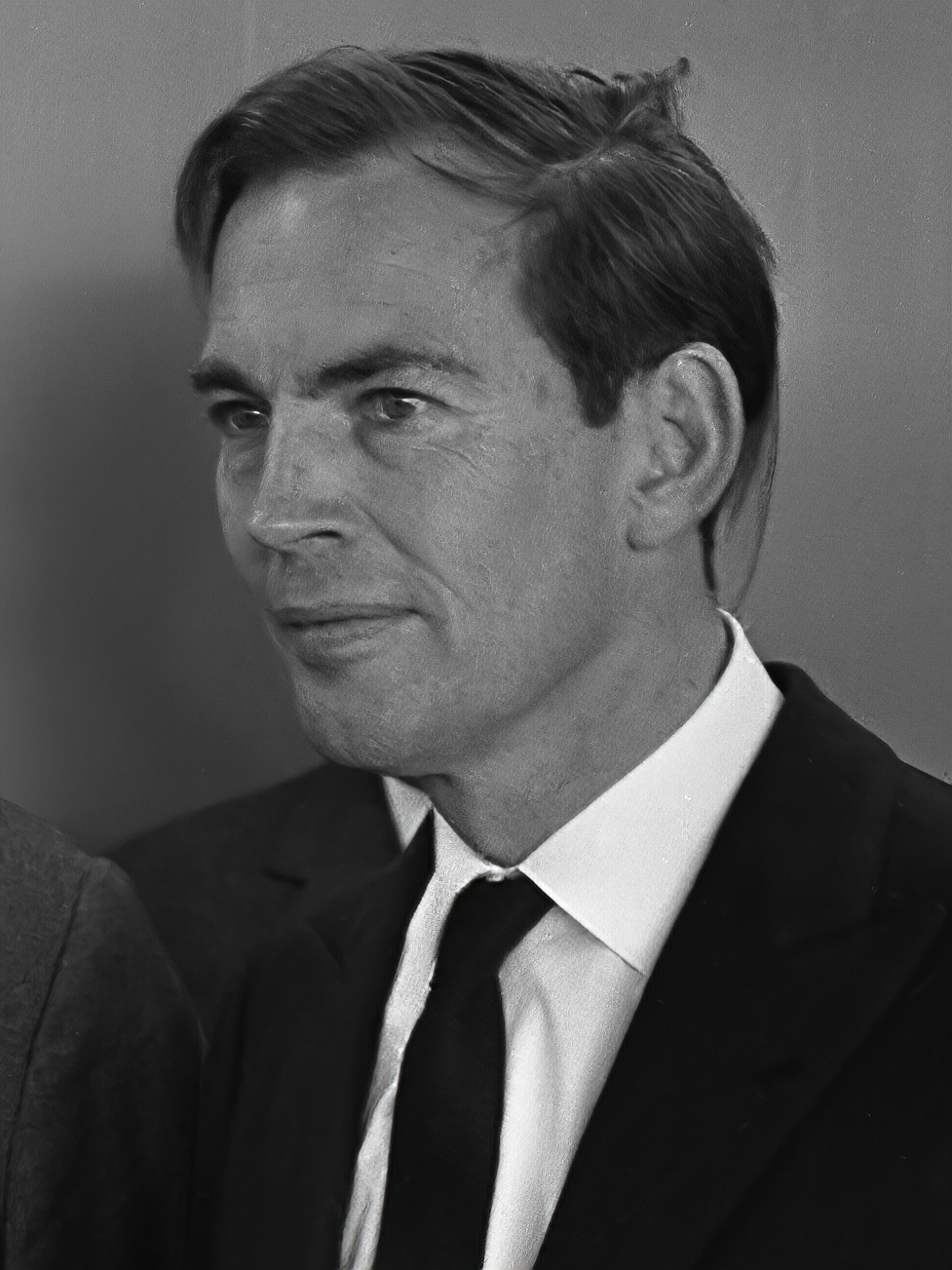
Christiaan Barnard († 2001)

- 1031 – Svatý Emerich, syn uherského krále Štěpána I.(* 1000 až1007)
- 1332 – Tug Temür, císař říše Jüan a veliký chán mongolské říše (* 16. února 1304)
- 1348 – Johana Anglická, anglická princezna (* 1335)
- 1606 – Karel van Mander, holandský malíř (* květen 1548)
- 1652 – José de Ribera, španělský malíř (* 12. ledna 1591)
- 1690 – Filip Vilém Falcký, falcký kurfiřt (* 24. listopadu 1615)
- 1764 – Nathaniel Bliss, anglický astronom (* 28. listopadu 1700)
- 1790 – Johann Nikolaus von Hontheim, německý katolický biskup (* 27. ledna 1701)
- 1807 – Antonio Casimir Cartellieri, rakouský hudební skladatel, houslista a kapelník (* 27. září 1772)
- 1809 – Karel Ambrož Rakouský-Este, arcivévoda rakouský, arcibiskup ostřihomský (* 2. listopadu 1785)
- 1813 – Jean-Victor Moreau, francouzský generál (* 14. února 1763)
- 1836 – William Henry, anglický chemik (* 12. prosince 1775)
- 1844 – Vincenzo Camuccini, italský malíř (* 22. února 1771)
- 1845 – Bernardino Rivadavia, argentinský státník a první prezident Argentiny (* 20. května 1780)
- 1856 – Jang Siou-čching, vůdce povstání tchaj-pchingů (* 1821)
- 1857 – Martin Lichtenstein, německý lékař, průzkumník a zoolog (* 10. ledna 1780)
- 1858 – John Parish von Senftenberg, německý obchodník a astronom (* 23. února 1774)
- 1952 – Joseph Avenol, francouzský diplomat, druhý generální tajemník Společnosti národů (* 9. června 1879)
- 1959 – Marie Jindřiška Rakousko-Těšínská, rakouská arcivévodkyně a princezna z Hohenlohe-Schillingfürstu (* 10. ledna 1883)
- 1865 – William Rowan Hamilton, irský matematik, fyzik a astronom (* 4. srpna 1805)
- 1872 – Nikolaj Frederik Severin Grundtvig, dánský filozof (* 8. září 1783)
- 1887 – Anton von Jaksch, česko-rakouský lékař, profesor Univerzity Karlovy (* 10. dubna 1810)
- 1899 – Ernest Renshaw, anglický tenista (* 3. ledna 1861)
- 1910 – Henri Rousseau, francouzský malíř (* 21. května 1844)
- 1937 – Pierre de Coubertin, francouzský pedagog a historik (* 1. ledna 1863)
- 1956 – Herman Rupp, australský botanik (* 27. prosince 1872)
- 1963 – Edouard Peisson, francouzský námořní důstojník a spisovatel (* 7. března 1896)
- 1968 – Ernest Claes, vlámský spisovatel (* 24. října 1885)
- 1969 – Ho Či Min, vietnamský státník (* 19. května 1890)
- 1970 – Marie Pierre Kœnig, francouzský generál (* 10. října 1898)
- 1973 – John Ronald Reuel Tolkien, spisovatel, lingvista, tvůrce knihy Pán prstenů (* 3. ledna 1892)
- 1976
  - Stanisław Grochowiak, polský básník, prozaik, dramatik a publicista (* 24. ledna 1934)
  - Alain Rohan, český šlechtic a právník (* 26. července 1893)
- 1978 – Gerhard Wahrig, německý jazykovědec (* 10. května 1923)
- 1982 – Seraphim Rose, americký pravoslavný kněz, filosof, spisovatel (* 13. srpna 1934)
- 1983 – Charlotte Rudolph, německá fotografka (* 11. června 1896)
- 1990 – John Bowlby, anglický psychoanalytik (* 26. února 1907)
- 1991 – Alfonso García Robles, mexický diplomat, Nobelova cena za mír 1982 (* 20. března 1911)
- 1992 – Barbara McClintock, americká bioložka, Nobelova cena za fyziologii a lékařství 1983 (* 16. června 1902)
- 1994 – Józef Światło, polský emigrant, pracovník CIA (* 1. ledna 1915)
- 1995 – Zalman Šragaj, izraelský politik a starosta Jeruzaléma (* 31. prosince 1898)
- 1997 – Viktor Frankl, rakouský neurolog a psychiatr (* 26. března 1905)
- 2001
  - Christiaan Barnard, jihoafrický kardiochirurg (* 1922)
  - Troy Donahue, americký herec (* 27. ledna 1936)
  - Jay Migliori, americký saxofonista (* 14. listopadu 1930)
- 2006 – Dewey Redman, americký saxofonista (* 17. května 1931)
- 2009 – Guy Babylon, americký klávesista a hudební skladatel (* 20. prosince 1956)
- 2012 – Jack E. Boucher, americký fotograf architektury (* 4. září 1931)
- 2013
  - Ronald H. Coase, britský ekonom, Nobelova cena za ekonomii 1991 (* 29. prosince 1910)
  - Valérie Benguigui, francouzská herečka (* 6. listopadu 1965)
  - Frederik Pohl, americký autor science fiction (* 26. listopadu 1919)
- 2021 – Mikis Theodorakis, řecký hudební skladatel (* 29. července 1925)
- 2024 – Alexandr Medveď, sovětský zápasník volnostylař (* 16. září 1937)

## Svátky

### Česko
- Adéla
- Absolon
- Axel
- Socialistický kalendář: Státní svátek Vietnamské socialistické republiky

### Svět
- Vietnam: Den nezávislosti
- Namibie: Den Osadníků
- USA, Guam: Labor Day (Svátek práce) je-li pondělí
- Jihoafrická republika: Den osadníků (je-li pondělí)

## Pranostiky

### Česko
- Na svatého Štěpána krále je už léta namále.

| 2. září v pražském KlementinuÚdaje jsou platné k 11. 3. 2025. | 2. září v pražském KlementinuÚdaje jsou platné k 11. 3. 2025. | 2. září v pražském KlementinuÚdaje jsou platné k 11. 3. 2025. |
| minimum                                                       | denní průměr                                                  | maximum                                                       |
| ------------------------------------------------------------- | ------------------------------------------------------------- | ------------------------------------------------------------- |
| 7,0 °C (1959)                                                 | 17,2 °C (od 1961)                                             | 31,5 °C (1781)                                                |